# Aeropuerto Internacional de La Canea
El Aeropuerto Internacional de La Canea (en griego: Κρατικός Αερολιμένας Χανίων, "Δασκαλογιάννης"; Kratikos Aerolimenas Chanion Daskalogiannis) (IATA: CHQ, OACI: LGSA) es un aeropuerto internacional situado cerca de la Bahía de Suda en la isla griega de Creta. Presta servicio a la ciudad de La Canea y está situado a 14 km de ella. Es también una puerta de acceso para los turistas en el oeste de Creta. El aeropuerto debe su nombre a Daskalogiannis, un rebelde cretense que lideró una revuelta contra el Imperio otomano en el siglo XVIII.

## Aerolíneas y destinos

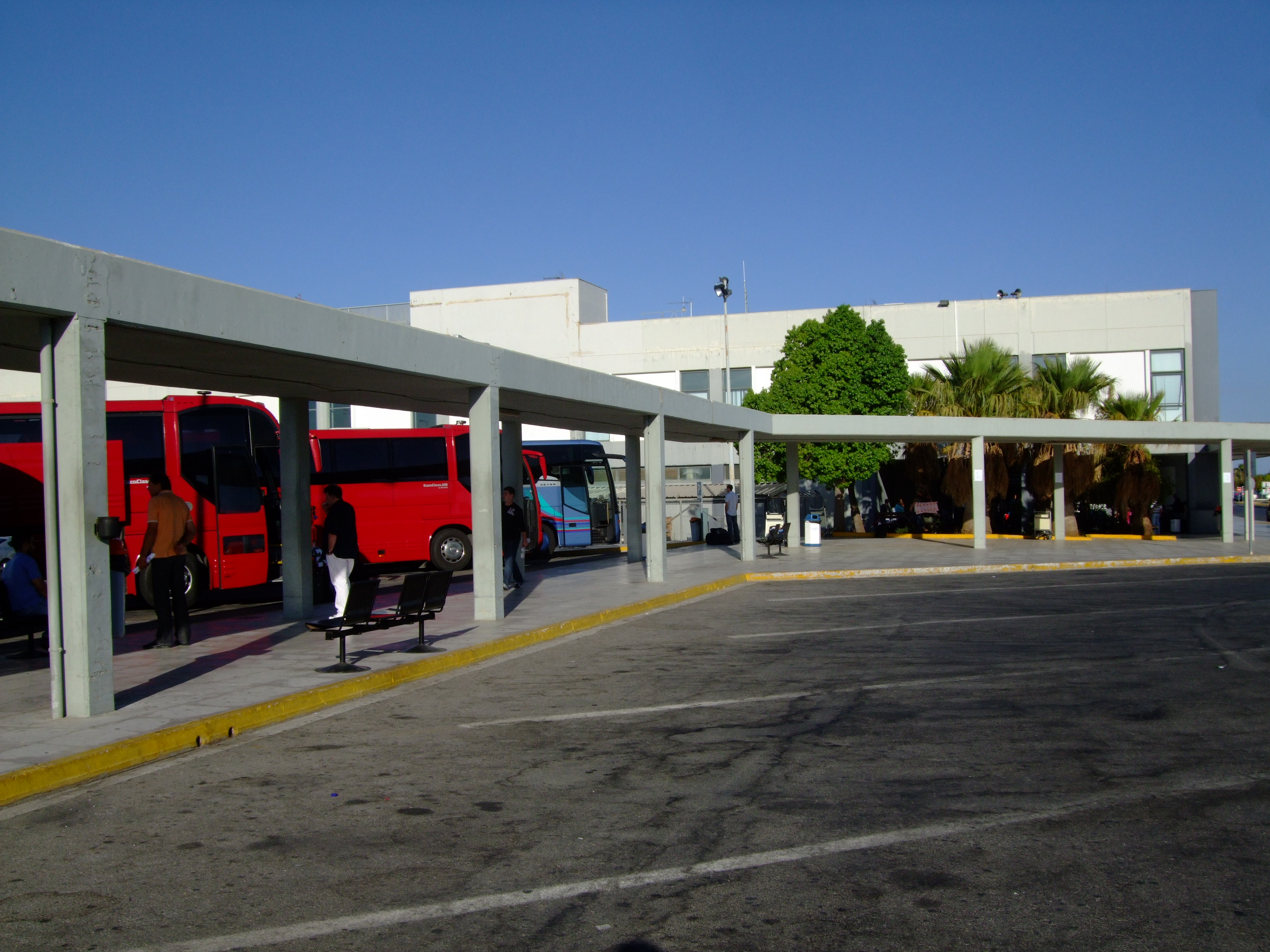
Airport Chania. Estacionamiento para autos.

| Aerolíneas                                     | Destinos |
| ---------------------------------------------- | --- |
| Aegean Airlines                                | Atenas, Múnich, Tesalónica |
| Astra Airlines                                 | Estacional: Tesalónica |
| Austrian Airlines operado por Tyrolean Airways | Estacional: Graz, Linz, Viena |
| Condor                                         | Estacional: Düsseldorf, Frankfurt, Hanover, Múnich, Stuttgart |
| easyJet                                        | Estacional, verano: Bristol, Londres-Gatwick |
| Finnair                                        | Estacional: Helsinki |
| LOT Polish Airlines operado por CanJet         | Chárter, estacional Varsovia-Chopin |
| Norwegian Air Shuttle                          | Estacional: Bergen-Flesland, Copenhague, Gotemburgo-Landvetter, Helsinki, Oslo-Gardermoen |
| Olympic Air                                    | Tesalónica, Atenas |
| Ryanair                                        | Atenas, Paphos, Tesalónica Estacional, verano: Bérgamo, Billund, Bolonia, Bremen, Bristol, Charleroi, Dublin, East Midlands, Eindhoven, Glasgow–Internacional, Hahn, Katowice, Leeds/Bradford, Londres-Stansted, Mánchester, Marsella, Memmingen, Moss, Pisa, Roma-Ciampino, Estocolmo-Skavsta, Treviso, Vilnius, Varsovia-Modlin, Weeze, Breslavia |
| Scandinavian Airlines                          | Estacional: Copenhague, Aeropuerto de Oslo-Gardermoen, Aeropuerto de Estocolmo-Arlanda |
| SmartWings                                     | Estacional: Praga |
| Transavia.com                                  | Estacional: Ámsterdam |
| Transavia.com France                           | Estacional: Aeropuerto de París-Orly |
| TUIfly                                         | Estacional: Düsseldorf, Hannover, Stuttgart |

### Vuelos chárter
| Aerolíneas                       | Destinos |
| -------------------------------- | --- |
| Aegean Airlines                  | Estacional: Alta, Bucarest, Gotemburgo-Landvetter, Kajaani, Kristiansund, Kokkola-Pietarsaari, Luleå, Malmö, Odense, Oslo, Östersund, Oulu, Umeå, Skellefteå, Stavanger, Estocolmo-Arlanda, Sundsvall, Tel Aviv-Ben Gurion, Vaasa, Vilnius, Visby |
| Aviolet operado por Air Serbia   | Estacional: Belgrado |
| Jet Time                         | Estacional: Billund, Copenhague |
| Norwegian Air Shuttle            | Estacional: Bodø, Stavanger-Sola, Aeropuerto de Estocolmo-Arlanda, Tromsø, Trondheim-Værnes, Visby |
| Thomas Cook Airlines Scandinavia | Estacional: Bergen-Flesland, Kalmar, Oslo-Gardermoen, Trondheim |
| Travel Service Airlines          | Estacional: Ostrava, Brno |
| TUI Airways                      | Estacional: Birmingham, Londres-Gatwick, Mánchester |
| TUI fly Belgium                  | Estacional: Bruselas |
| TUIfly Nordic                    | Estacional: Billund, Helsinki |

## Estadísticas
Ver fuente y consulta Wikidata.
| Año  | Vuelos | Pasajeros totales |
| ---- | ------ | ----------------- |
| 2001 | 12 931 | 1 428 982         |
| 2002 | 11 826 | 1 384 579         |
| 2003 | 13 974 | 1 479 653         |
| 2004 | 13 214 | 1 446 377         |
| 2005 | 13 060 | 1 512 769         |
| 2006 | 14 760 | 1 760 959         |
| 2007 | 15 430 | 1 882 834         |
| 2008 | 15 206 | 1 866 581         |
| 2009 | 16 014 | 1 795 466         |
| 2010 | 13 852 | 1 654 864         |
| 2011 | 13 916 | 1 774 623         |
| 2012 | 14 120 | 1 836 965         |
| 2013 | 15 076 | 2 078 857         |
| 2014 | 12 732 | 2 147 190         |